# Мъркюри (програма)
„Мъркюри“ (на английски: Mercury; на български: Меркурий) е първата американска програма за пилотирани космически полети. Провежда се от 1958 до 1963 година. Целта е да се изпрати човек в земна орбита и да се върне безопасно, в идеалния случай преди това да бъде направено от СССР. Името на програмата идва от римския бог Меркурий, който често е символ на скорост. Меркурий е и името на планета от Слънчевата система, която се движи и най-бързо от всички планети и е най-близо до Слънцето. Това име получават и космическите кораби на САЩ – първо поколение, използвани в програмата. Екипът от седемте астронавти в програмата са познати като „Меркурий Седем“, а всеки пилот дава име на летателния апарат последвано от цифрата 7.
Космическата надпревара започва през 1957 г., когато СССР изстрелва сателита „Спутник-1“. Това е удар за американците и води до създаването на НАСА, която трябва да ускори съществуващите усилия за космическо изследване на САЩ и да постави повечето от тях под граждански контрол. След успешното изстрелване на сателита „Експлорър 1“ през 1958 г., следваща цел става пилотиран космически полет. На 12 април 1961 г. Съветския съюз изпраща първият човек в орбита, космонавта Юрий Гагарин, на борда на „Восток 1“. Скоро след това, на 5 май, САЩ изстрелват първият астронавт, Алън Шепърд, в суборбитален полет. През август 1961 г. руснакът Герман Титов прави целодневен орбитален полет. САЩ постигат целта си за орбитален полет на 20 февруари 1962 г., когато Джон Глен прави три обиколки около Земята. Когато през 1963 г. програмата „Мъркюри“ приключва, двете нации са изпратили по шест човека в Космоса.
Космическата капсула на програма „Мъркюри“ е произведена от корпорацията „МакДонъл Еъркрафт“ и е носела запаси от вода, храна и кислород за около ден в херметизирана кабина. Полетите на прогамата „Мъркюри“ се изпълняват от военновъздушната база „Кейп Канаверал“ във Флорида с ракети-носители модифицирани от ракетите „Редстоун“ и „Атлас D“. Капсулата е оборудвана с ракета за аварийно спасяване, която да я изведе на безопасно разстояние от ракетата-носител в случай на авария. Полетът е проектиран да бъде ръководен наземно чрез Мрежата за пилотни космически полети – система от следящи и комуникационни станции. Резервни контролери са монтирани и в капсулата. Малки спирачни ракетни двигатели се използват за извеждането на апарата от орбита, след което аблативен топлинен щит го предпазват при навлизането му в атмосферата. Накрая, парашут допълнително забавя капсулата преди приводняването. Хеликоптери излитащи от кораб на Военноморските сили на САЩ изваждат капсулата и астронавите.
Програмата „Мъркюри“ придобива популярност и мисиите са следени от милиони по радиото и телевизията. Успехът ѝ полага основите за програмата „Джемини“, която изпраща двама астронавти в отделни летателни апарати и усъвършенства маневрите по космическо скачване, силно необходимо за кацанията на Луната в последващата програма „Аполо“ обявена няколко седмици след първия пилотиран полет в „Мъркюри“.

## История
На 7 октомври 1958 година директорът на НАСА Томас Глинън обявява началото на „Проект Мъркюри“. Програмата предвижда извеждане на пилотиран от човек космически кораб на ниска околоземна орбита. На 17 декември същата година Глинън обявява публично целите на програмата. На 29 декември Норт Американ Авиейшън става първият изпълнител по програмата, като получава от НАСА договор за строителството на ракетата Литъл Джо I, използвана в началните етапи на програмата. През януари 1959 г. Дъглас Еъркрафт печели договор за строителството на космическия кораб. През юни същата година е взето решение за използването на Атлас D като основна ракета–носител в програмата. Първият космически кораб е построен от Дъглас Еъркрафт през октомври 1959 г. На 12 февруари 1960 г. Кристофър Крафт е назначен за координатор на програмата „Мъркюри“. Стойността и възлиза на 1,5 млрд. долара.

### Предистория
След края на Втората световна война се заражда Ядрена надпревара между САЩ и Съветския съюз. Тъй като СССР няма бази в западното полукълбо, от които да издига бомбардировачи, Йосиф Сталин решава да разработи междуконтинентални балистични ракети. Ракетната технология впоследствие позволява и на двете страни да разработят околоземни сателити за комуникация, метеорологични данни и разузнаване. Американците са в шок, когато Съветския съюз изпраща първия сателит в орбита през октомври 1957 г. И води до нарастващ страх, че САЩ попадат в „ракетна дупка“. Месец по-късно руснаците изстрелват „Спутник-2“, който извежда куче в орбита. Въпреки че животното не оцелява, става ясно, че целта е човешки космически полет. Тъй като не може да разкрива подробности за военни космически проекти, президентът Айзенхауер нарежда да се създаде гражданска космическа агенция отговаряща за граждански и научни космически изследвания. По пример на федералната агенция за проучвания Национален консултативен комитет по въздухоплаване (на английски: NACA), тя е наречена Национално управление по въздухоплаване и изследване на космическото пространство (на английски: NASA). НАСА постига първата си цел през 1958 г., когато изстрелва американски сателит в Космоса. Следваща цел е да изпрати човек там.
Границата на космическото пространство (позната като Линия на Карман) по това време е определена като минимална височина от 100 км. и единственият начин за достигането ѝ е чрез ракетно задвижвани ускорители. Това създава рискове за пилота, включително експлозия, високи гравитационни сили и вибрации по време на излитане през плътна атмосфера и температури над 5500 °C от въздушното съпротивление при навлизане в атмосферата.
В космическото пространство пилотите се нуждаят от херметизирани камери или костюми за доставяне на пресен въздух. Докато са там, те ще изпитат безтегловност, което може да доведе до дизориентация. Други потенциални рискове вклюват радиация и удари от микро метеорити, които при нормални условия се поемата от атмосферата. Всичко това изглеждало постижимо – опитът със сателити предполагал пренебрижим риск от микрометеорити, а опитите от началото на 50-те със симулирана безтегловност, високи гравитационни сили върху хора и изпращане на животни до границата на Космоса, показвали, че потенциални проблеми са решими с наличната технология. Навлизането в атмосферата било проучено чрез ядрени глави на балистични ракети, които показали, че затъпен, преден топлинен щит ще реши проблема с прегряването.

## Цели на програмата
- Осъществяване на пилотиран от човек полет на ниска околоземна орбита;
- Изследване функциите на човешкия организъм в условията на безтегловност (нулева гравитация);
- Анализ на интерфейса „човек – машина“ и опити за ръчно управление на подобен летателен апарат;
- Благополучно завръщане на Земята на астронавтите и космическия кораб.

## Дизайн на програмата
Като първа космическа програма, „Мъркюри“ е много натоварена и широкообхватна. Предвидени са много наземни тестове, а също така и полетни изпитания. За разлика от първата съветска пилотирана програма „Восток“, която е строго секретна, „Мъркюри“ получава широка гласност и полетите и са предавани по телевизията. По тази причина НАСА се стреми към максимална сигурност. Програмата включва безпилотни (автоматични) и непилотирани (на борда на космическите кораби има маймуни, обучени на елементарни команди, за изясняване до каква степен е възможен контрол на поведението и реакциите при нулева гравитация) суборбитални и орбитални космически полети. Планирани са многодневни космически полети, както и полет на жена–астронавт. Управлението на космическите кораби се осъществява автоматично и на ръчен режим.

## Летателни апарати
В програмата „Мъркюри“ са използвани три типа ракети–носители, макети на космическия кораб и космически кораб в различни модификации, за отделните мисии.

### Носители
- Литъл Джо I – твърдогоривен носител на САС;
- Редстоун – тристепенен носител за суборбитален космически полет;
- Атлас D – тристепенен течногоривен носител за орбитални космически полети.

### Космически кораб
- Макет на космическия кораб – при някои от тестовите и изпитателните полети е използван макет на космическия кораб с цел намаляване на разходите и опростяване на конструкцията;
- Космически кораб „Мъркюри“ – едноместен, орбитален пилотиран кораб, изпълнен по схема „капсула“. Използваният при строежа материал е титан–никелова сплав. Обемът на кабината е 1,7 m3, а атмосферата – чист кислород с налягане 1/3 от нормалното атмосферно. В кабината има 120 превключвателя: 55 електрически, 30 предохранителни и 35 механични. Ръчното управление се извършва с джойстик за дясната ръка на пилота. Визуалният обзор се осъществява от илюминатора на люка и широкоъгълен перископ. За основен принцип на кацане е избран приводняването. Първо на височина 6,4 km над водната повърхност се отваря спирачен парашут за първоначално намаляване на скоростта. Големият основен парашут се отваря на 3 km височина, което допълнително забавя космическия кораб в подготовката за кацане. Точно преди да се удари кораба във водата се напомпва авариен гумен пояс, разположен зад топлинния щит, за да се намали силата на удара. След приводняването се напомпват въздушни балони, за да се запази капсула изправена във водата и се освобождават парашутите. След това спасителен хеликоптер евакуира капсулата. Системата на приводняване е много рационална, защото се избягва монтиране на специални двигатели за меко кацане и катапултни кресла за астронавтите. Това решение понижава цената на кораба, опростява конструкцията, намалява теглото и увеличава полезния товар. Системата остава традиционна за космическите кораби на САЩ до появата на космическата совалка.

## Управление на полетите
Шест пилотирани мисии са контролирани от Центъра за управление на „Мъркюри“, разположен близо до площадката за изстрелване. За да се проследяват пилотираните мисии на орбита е построена мрежа от радиостанции около екватора. Две други мрежи за проследяване вече съществуват, но те се оказват подходящи за безпилотни мисии, но не и за пилотирани космически полети. Тези полети изискват включването на няколко големи телескопа и много малки радиостанции в точки, през които корабът ще премине по пътя си. Безпилотните мисии се нуждаят от значително по-малък брой един и същи вид радиостанции. Тези разлики принуждават НАСА да изгради независима мрежа за пилотираните си полети. Освен в САЩ станции за проследяване са построени в Австралия и Африка, а също и доста мобилни, на кораби в океаните около екватора. Всички те са свързани в глобална мрежа за засичане и проследяване, която води космическия кораб от старта до приводняването. По този начин данните за параметрите на мисията пристигат в Центъра за управление в реално време – отлично постижение за началото на 60-те години на 20 век.

## Астронавти
На 5 януари 1959 година, НАСА взема решение за подбор на първите астронавти. Критериите за това са предадени на Министерство на отбраната и са следните:
- Възраст – до 40 години;
- Ръст – под 180 см.;
- Тегло – под 75 кг.;
- Физическо състояние – безупречно (установено с повече от 90 прегледа, изследвания и тестове);
- Образование – бакалавърска степен по технически науки;
- Квалификация – пилот на реактивен самолет;
- Специално образование – завършено обучение в школа за тест пилоти;
- Летателен опит – не по-малко от 1500 полетни часа.

Пентагонът одобрява по документи списък от 110 пилоти: 5 летци от USMC, 47 от USN и 58 пилоти на USAF. От този списък са подбрани след първоначалните медицински прегледи и изследвания 35 пилоти. След жестоки тестове от тях остават само 18. На 2 април 1959 г. са избрани седем астронавти. Те стават известни като Седморката на Мъркюри. НАСА обявява резултатите от селекцията на 9 април 1959 година. В Група НАСА-1 влизат:
- Джон Хершъл Глен-младши
- Алън Бартлет Шепърд
- Върджил Айвън „Гъс“ Грисъм
- Малкълм Скот Карпентър
- Лерой Гордън Купър
- Уолтър Марти Шира-младши
- Доналд Кент Слейтън

Единствен Доналд Слейтън не успява да осъществи полета си с „Мъркюри“, но лети в космоса като част от екипажа на Аполо-Союз през 1975 г. Алън Шепърд е командир на Аполо 14 и става най-възрастният астронавт (47 г.), стъпил на Луната. Джон Глен извършва орбитален полет с космическата совалка Дискавъри (мисия STS-95) на 77 г. възраст е най-възрастният човек, летял в космоса. Върджил Грисъм лети като командир на Джемини 3 и загива при предстартов тест на Аполо 1. Уолтър Шира осъществява полети с Джемини 6А и Аполо 7 (и на двата като командир) и става първият човек в света летял в космоса три пъти и единственият американец, участвал в полети от програмите „Мъркюри“, „Джемини“, и „Аполо“. Скот Карпентър не лети никога повече в космоса, а продължава службата си в USN и до края на военната си кариера се занимава с дълбоководни изследвания.

## Космически полети по програмата

### Изпълнени мисии по програмата
| Старт             | №     | Ракета-носител | Име на кораба               | Продължителност на полета                | Маса, kg | NSSDC ID  | Бележка |
| ----------------- | ----- | -------------- | --------------------------- | ---------------------------------------- | -------- | --------- | --- |
| 21 август 1959    |       | Литъл Джо I    | Литъл Джо 1(LJ-1)           | 20 секунди                               | 1159,0   | -         | Половин час преди старта САС изстрелва капсулата на височина около 600 m. Стартът не се осъществява, ракетата-носител не пострадва. |
| 9 септември 1959  |       | Атлас D        | Биг Джо 1 (BJ-1)            | 13 минути                                | 1159,0   | -         | Суборбитален космически полет, височина 153 km. Изстрелян е макет на кораба „Мъркюри“ за изпитване на топлинния му щит. |
| 4 октомври 1959   |       | Литъл Джо I    | Литъл Джо 6 (LJ-6)          | 5 минути 10 секунди                      | 1134,0   | -         | Балистичен полет за тест на аеродинамиката. |
| 4 ноември 1959    |       | Литъл Джо I    | Литъл Джо 1A (LJ-1A)        | 8 минути 11 секунди                      | 1007,0   | -         | Балистичен полет, тест на системата за аварийно спасяване (САС) по време на полет. |
| 4 декември 1959   |       | Литъл Джо I    | Литъл Джо 2 (LJ-2)          | 11 минути 6 секунди                      | 1007,0   | -         | Балистичен полет на макака Сам. |
| 21 януари 1960    |       | Литъл Джо I    | Литъл Джо 1Б (LJ-1B)        | 8 минути 35 секунди                      | 1007,0   | -         | Балистичен полет на женския макак Мис Сам. |
| 9 май 1960        | 1     | -              | Beach Abort (BA)            | 1 минута 31 секунди                      | 1007,0   | -         | Балистичен полет. Старт без ракета-носител, изпитания на системата за аварийно спасяване (САС). |
| 29 юли 1960       | 4     | Атлас D        | Мъркюри-Атлас 1 (МА-1)      | 3 минути 18 секунди                      | 1154,0   | -         | Първи полет на Мъркюри-Атлас. На 59 секунда, на височина 9,1 km става разрушаване на ракетата-носител. |
| 8 ноември 1960    | 3     | Литъл Джо I    | Литъл Джо 5 (LJ-5)          | 2 минути 22 секунди                      | 1141,0   | -         | Балистичен полет |
| 21 ноември 1960   | 2 F1  | Редстоун       | Мъркюри-Редстоун 1 (MR-1)   | 2 секунди                                | 1230,0   | -         | Опит за изстрелване по суборбитална траектория. „4-инчов старт“ (10 cm). Корабът е изстрелян като „Мъркюри-Редстоун 1A (MR-1A)“. |
| 19 декември 1960  | 2 F2  | Редстоун       | Мъркюри-Редстоун 1A (MR-1A) | 15 минути 45 секунди                     | 1230,0   | -         | Суборбитален космически полет, достигната скорост около 8000 km/h. За времето на полета е достига височина 210 km, на разстояние 375 km.. |
| 31 януари 1961    | 5     | Редстоун       | Мъркюри-Редстоун 2 (MR-2)   | 16 минути 39 секунди                     | 1203,0   | -         | Суборбитален космически полет, в капсулата се намира 17-килограмовото шимпанзе Хам. Достигната е скорост от около 9400 km/h. За времето на полета достига височина 250 km, на разстояние 670 km..                                                               |
| 21 февруари 1961  | 6     | Атлас D        | Мъркюри-Атлас 2 (MA-2)      | 17 минути 56 секунди                     | 1154,0   | -         | Суборбитален космически полет, скорост около 21 000 km/h. За времето на полета се достига височина 185 km, на разстояние 2300 km.. |
| 18 март 1961      | 14 F1 | Литъл Джо I    | Литъл Джо 5A (LJ-5A)        | 23 минути 48 секунди                     | 1141,0   | -         | Суборбитален космически полет |
| 24 март 1961      |       | Редстоун       | Мъркюри-Редстоун BD (MR-BD) | 8 минути 23 секунди                      | 1141,0   | -         | Суборбитален космически полет с добавени ускорители (Booster Development – разработване на ускорители), скорост – 8200 km/h. За 8 минути и 23 секунди достига височина от около 180 km, на разстояние около 500 km..                                            |
| 25 април 1961     | 8 F1  | Атлас D        | Мъркюри-Атлас 3 (MA-3)      | 7 минути 19 секунди                      | 1179,0   | -         | 40 секунди след старта, на височина 5 km се задейства системата за аварийно спасяване (САС), изстрелвайки капсулата на височина 7 km. С помощта на парашутите капсулата се приземява на разстояние 1,8 km от старта. Капсулата след ремонт е монтирана на МА-4. |
| 28 април 1961     | 14 F2 | Литъл Джо I    | Литъл Джо 5Б (LJ-5B)        | 5 минути 25 секунди                      | 1141,0   | -         | Суборбитален космически полет. Изпитване на системата за аварийно спасяване (САС) в началото на полета. |
| 5 май 1961        | 7     | Редстоун       | Мъркюри-Редстоун 3 (MR-3)   | 15 минути 28 секунди                     | 955      | -         | Първи пилотиран суборбитален космически полет на астронавта Алън Шепърд. Скорост – 8340 km/h. За времето на полета е достигната височина 187,5 km, на разстояние 488 km..                                                                                       |
| 21 юли 1961       | 11    | Редстоун       | Мъркюри-Редстоун 4 (MR-4)   | 15 минути 37 секунди                     | 1286,0   | -         | Втори пилотиран суборбитален космически полет на астронавта Върджил Грисъм. Скорост – 8270 km/h. За 15 минути и 37 секунди е достигната височина 189 km, на разстояние 483 km..                                                                                 |
| 13 септември 1961 | 8 F2  | Атлас D        | Мъркюри-Атлас 4 (MA-4)      | 1 час 49 минути 20 секунди               | 1224,7   | 1961-025A | Първи орбитален непилотиран полет. |
| 1 ноември 1961    |       | Блу Скаут ІІ   | Мъркюри-Скаут 1 (MS-1)      | 44 секунди                               | 67,5     | -         | Авариен старт. На 28 секунда от полета започва да се появява неустойчивост в работата на двигателите на ракетата-носител и на 43 секунда е подадена команда за самоунищожение.                                                                                  |
| 29 ноември 1961   | 9     | Атлас D        | Мъркюри-Атлас 5 (MA-5)      | 3 часа 20 минути 59 секунди              | 1315,4   | 1961-033A | Втори орбитален полет, изстреляно е 17-килограмовото шимпанзе Енос. Заради проблем (теч на гориво) в орбита полетът е съкратен от 3 на 2 обиколки. Приземяването е успешно.                                                                                     |
| 20 февруари 1962  | 13    | Атлас D        | Мъркюри-Атлас 6 (MA-6)      | 4 часа 55 минути 23 секунди              | 1352,0   | 1962-003A | Първи пилотиран орбитален полет – астронавт Джон Глен, 3 обиколки за 4 часа 55 минути. |
| 24 май 1962       | 18    | Атлас D        | Мъркюри-Атлас 7 (MA-7)      | 4 часа 56 минути 15 секунди              | 1349,5   | 1962-019A | Втори пилотиран орбитален полет – астронавт Скот Карпентър, 3 обиколки за 4 часа 56 минути. |
| 3 октомври 1962   | 16    | Атлас D        | Мъркюри-Атлас 8 (MA-8)      | 9 часа 13 минути 11 секунди              | 1370,0   | 1962-052A | Трети пилотиран орбитален полет – астронавт Уолтър Шира, 6 обиколки за 9 часа 13 минути. |
| 15 май 1963       | 20    | Атлас D        | Мъркюри-Атлас-9 (MA-9)      | 1 денонощие 10 часа 19 минути 49 секунди | 1360,8   | 1963-015A | Четвърти пилотиран орбитален полет – астронавт Гордън Купър, 22 обиколки за полета. |

### Отменени мисии по програмата
| Мисия                    | Име          | Астронавт            | Планиран старт:          | Анулиран:     | Бележка                                 |
| ------------------------ | ------------ | -------------------- | ------------------------ | ------------- | --------------------------------------- |
| MJ-1                     | N/A          | N/A                  | N/A                      | 1 юли 1959    | Тест на топлинния щит.                  |
| MJ-2                     | N/A          | шимпанзе             | Първо тримесечие, 1960   | 1 юли 1959    | Изпитания на капсулата на натоварване.  |
| MR-5                     | N/A          | Джон Глен (вероятно) |                          | август 1961   |                                         |
| MR-6                     | N/A          |                      |                          | юли 1961      | Счетен за излишен.                      |
| Мъркюри-Атлас 10 (MA-10) | Freedom 7-II | Алън Шепърд          | октомври 1963            | 13 юни 1963   | Планирана 3-дневна мисия.               |
| Мъркюри-Атлас 11 (MA-11) | N/A          | Върджил Грисъм       | четвърто тримесечие 1963 | октомври 1962 | Планирана еднодневна мисия.             |
| Мъркюри-Атлас 12 (MA-12) | N/A          | Уолтър Шира          | четвърто тримесечие 1963 | октомври 1962 | Планирана еднодневна мисия.             |
| Мъркюри-Атлас 13 (MA-13) | N/A          | Джералдин Коб        | 1964                     | юни 1963      | Планиран полет на американка в космоса. |

### Приводняване на пилотираните мисии
| Космически кораб      | Астронавт      | Дата на приводняване | Местоположение                                                  | Спасителен кораб            | Спасителна мисия (км) |
| --------------------- | -------------- | -------------------- | --------------------------------------------------------------- | --------------------------- | --------------------- |
| MR-3 – Freedom 7      | Алън Шепърд    | 5 май 1961           | 27°13′ с. ш. 75°53′ з. д. / 27.228333° с. ш. 75.883333° з. д.   | USS Lake Champlain (CVS-39) | 5.6                   |
| MR-4 – Liberty Bell 7 | Върджил Грисъм | 21 юли 1961          | 27°32′ с. ш. 75°44′ з. д. / 27.533333° с. ш. 75.733333° з. д.   | USS Randolph (CVS-15)       | 9.3                   |
| MA-6 – Friendship 7   | Джон Глен      | 20 февруари 1962     | 21°26′ с. ш. 68°41′ з. д. / 21.433333° с. ш. 68.683333° з. д.   | USS Noa (DD-841)            | 74                    |
| MA-7 – Aurora 7       | Скот Карпентър | 24 май 1962          | 19°27′ с. ш. 63°59′ з. д. / 19.45° с. ш. 63.983333° з. д.       | USS Farragut (DLG-6)        | 400                   |
| MA-8 – Sigma 7        | Уолтър Шира    | 3 октомври 1962      | 32°06′ с. ш. 174°28′ з. д. / 32.1° с. ш. 174.466667° з. д.      | USS Kearsarge (CVS-33)      | 7.4                   |
| MA-9 – Faith 7        | Гордън Купър   | 16 май 1963          | 27°20′ с. ш. 176°26′ з. д. / 27.333333° с. ш. 176.433333° з. д. | USS Kearsarge (CVS-33)      | 8.1                   |

## Резултати
Първата американска програма за пилотирани космически полети е изпълнена успешно за четири години и осем месеца. През това време са осъществени шест пилотирани полета. Проектът осъществява още четири непилотирани полета (с макак и шимпанзе на борда) и шестнадесет автоматични изстрелвания. Установено е, че човешкият организъм може да функционира без да се появи спад в нормалните му функции при полет в безтегловност до 34 часа. Потвърдено е, че човек може да пилотира летателен апарат в условията на нулева гравитация. НАСА натрупва опит в планирането на мисии и експлоатацията на космически летателни апарати. Общо за цялото времетраене на програмата са осъществени двадесет и шест полета. Не всички заложени параметри в програмата са изпълнени. Многодневните полети са отложени за започващата програма Джемини – космически кораби от второ поколение. Полетът на американка в космоса също е анулиран и става факт почти четвърт век по-късно. Като цяло, програмата Мъркюри е голям успех за НАСА и осигурява сериозно финансиране за следващите космически проекти.